# 153 км
153 км — железнодорожный разъезд (тип населённого пункта) в Асиновском районе Томской области России. Входит в состав Новиковского сельского поселения.

## География
Разъезд находится в юго-восточной части области, к северу от реки Итатки, к югу от реки Чартоны, на расстоянии примерно 23 километров (по прямой) к западу-юго-западу (WSW) от районного центра города Асино. Примыкает к деревне Нижние Соколы.

## История
Населённый пункт появился при строительстве железной дороги. В селении жили семьи тех, кто обслуживал железнодорожную инфраструктуру разъезда. 

## Население
| 1959 | 1970 | 1979 | 1989 | 2002 | 2010 | 2012 |
| ---- | ---- | ---- | ---- | ---- | ---- | ---- |
| 27   | ↘13  | ↘11  | ↘9   | ↘5   | ↘3   | →3   |
| 2013 | 2014 | 2015 | 2019 | 2021 |      |      |
| →3   | →3   | →3   | ↘1   | ↘0   |      |      |

### Гендерный состав
По данным Всероссийской переписи населения 2010 года в гендерной структуре населения мужчины составляли 66,7 %, женщины — соответственно 33,3 %.

### Национальный состав
Согласно результатам переписи 2002 года, в национальной структуре населения русские составляли 60 % из 5 чел.

## Инфраструктура
Путевое хозяйство.  

## Транспорт
Автомобильный и железнодорожный транспорт.